# Бисченій-де-Жос
Бисченій-де-Жос (рум. Bâscenii de Jos) — село у повіті Бузеу в Румунії. Входить до складу комуни Калвінь.
Село розташоване на відстані 91 км на північ від Бухареста, 41 км на захід від Бузеу, 135 км на захід від Галаца, 71 км на південний схід від Брашова.

## Населення
За даними перепису населення 2002 року у селі проживали 2075 осіб.
Національний склад населення села:
| Національність | Кількість осіб | Відсоток |
| -------------- | -------------- | -------- |
| цигани         | 1355           | 65,3%    |
| румуни         | 720            | 34,7%    |

Рідною мовою назвали:
| Мова      | Кількість осіб | Відсоток |
| --------- | -------------- | -------- |
| циганська | 1252           | 60,3%    |
| румунська | 823            | 39,7%    |